# Tom Fletcher
Thomas Michael "Tom" Fletcher, född 17 juli 1985 i stadsdelen Harrow i London, är en brittisk musiker. Tom Fletcher är en av sångarna, gitarristerna och låtskrivarna i det brittiska poprockbandet McFly, tillsammans med Danny Jones, Dougie Poynter och Harry Judd. Bandet McFly blev känt efter att före detta Busted sponsrade dem efter att ha bjudit med dem på turné.

## McFly
Tom Fletcher startade McFly kort efter att han inte kom med i brittiska pop-/punkbandet Busted. Han döpte bandet efter huvudrollen Marty McFly i hans favoritfilm Tillbaka till framtiden. Fletcher spelar rytmgitarr och piano i McFly. Dessutom skriver han i stort sett alla låtar, oftast tillsammans med Jones, men ibland med Poynter och Judd. James Bourne, före detta medlem i Busted, har också varit med och skrivit en del av låtarna.
Fletcher har tillsammans med de andra i bandet släppt albumen Room on the 3rd Floor, Wonderland, Just My Luck (soundtrack album), Motion in the Ocean, radio:ACTIVE och Above the Noice.

## Privatliv
Tom Fletcher bor i norra London. Han har sedan skolgången varit tillsammans med brittiska skådespelerskan Giovanna Falcone. De är sedan den 13 maj 2012 gifta. De har tillsammans tre barn, Buzz Michelangelo Fletcher som föddes den 13 mars 2014, Buddy Bob Fletcher som föddes 16 februari 2016 och Max Mario Fletcher 24 augusti 2018.

## Sångskrivande
Fletcher har skrivit tiotals singlar på egen hand eller i samarbete med andra: "Crashed The Wedding", "Who's David" och "Thunderbirds are Go" åt Busted, medan "Five Colours in Her Hair" (Bourne, Jones, Fletcher), "Obviously" (Fletcher, Jones, Bourne), "All About You" (Fletcher), "I'll Be OK" (Fletcher, Jones, Poynter), "Please, Please" (Fletcher, Jones, Poynter, Judd), Star Girl" och "Transylvania" (Poynter, Fletcher) skrevs alla åt hans band McFly.